# Dolph Schayes
Adolph „Dolph“ Schayes (* 19. Mai 1928 in Bronx, New York; † 10. Dezember 2015 in Syracuse, New York) war ein US-amerikanischer Basketballspieler und -trainer.

## Karriere
Zwischen 1949 und 1964 spielte Schayes in der National Basketball Association (NBA) für die Mannschaft der Syracuse Nationals/Philadelphia 76ers, mit denen er 1955 die Meisterschaft gewann. Schayes beendete seine Karriere mit über 18.000 erzielten Punkten als damals bester Werfer der NBA-Geschichte.

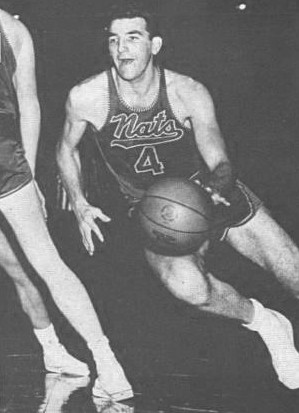
Schayes um 1957

Schayes wurde während seiner Laufbahn sechsmal in das All-NBA First Team berufen (1952, 1953, 1954, 1955, 1957, 1958). Zudem wurde er im Verlauf seiner Karriere zwölfmal für ein NBA All-Star Game nominiert. Nachdem er seine Karriere beendet hatte, trainierte er zwei Jahre die Philadelphia 76ers. Mit 55 Siegen wurde er in der NBA-Saison 1965/66 Coach of the Year. Nach der Saison hörte er als Coach auf und wurde von Alex Hannum abgelöst.
Am 26. April 1976 wurde Schayes in die Naismith Memorial Basketball Hall of Fame aufgenommen. Er wird außerdem auf der Liste der 50 besten NBA-Spieler aller Zeiten geführt. Schayes' Trikotnummer 4 wurde am 12. März 2016 von den 76ers zurückgezogen und wird seitdem nicht mehr vom Team vergeben.

## Persönliches
Schayes, der Jude war, änderte seinen Vornamen von „Adolph“ zu „Dolph“. Sein Sohn, Danny Schayes, spielte von 1981 bis 1999 ebenfalls in der NBA.